# Кермова колонка (велосипед)
|  |  |

Кермова колонка велосипеда (часто називають ще кермова колонка) — пристрій для обертання вилки в кермовому стакані рами. Складається з верхньої та нижньої чашок, двох вальниць та опорних кілець.

## Розміри
Всі діаметри зазначено у мм.
|                             | 1" (25,4 x 24) | 1 1/8" | 1 1/4" | 1,5" |
| Конус вилки                 | 26,4           | 30,0   | 33,0   | 39,1 |
| Кермовий стакан — всередині | 30,2           | 34,2   | 37,0   | 42,9 |
| Шток вилки — зовні          | 25,4           | 28,6   | 31,0   |      |
| Шток вилки — всередині      | 22,3           | 25,5   | 28,7   |      |
| Кермова труба — ззовні      | 22,2           | 25,4   | 28,6   |      |

## Будова
Чашки як правило запресовуються до рами, а нижнє кільце запресовується на кермову трубу вилки. Підшипники можуть бути насипними, картриджними, чи голчастими. Останні використовують у дорогих типах кермових, та стоять на дорогих велосипедах. Можливі варіанти використання комбінованих типів підшипників.

Різновиди кермових наборів: зліва- для різьбової вилки, справа для безрізьбової вилки

## Встановлення та регулювання
Чашки запресовують у попередньо відторцьовану раму. Найпростіший спосіб — просто забити молотком, але тоді великий шанс пошкодити чашки, раму чи просто неправильно (нерівно) встановити, для запресування існує спеціальний інструмент, але можна також запресувати використавши велику столярну струбцину та дві дошки. Після запресовування необхідно перевірити раму на наявність тріщин.
Регулювання здійснюється закручуванням верхньої чашки. Найкраще регулювання — це відсутність люфта при збереженні плавності ходу. Відсутність люфту перевіряється так: при встановленому кермі затискають переднє гальмо та штовхають велосипед вперед-назад. Якщо люфт є — він буде відчуватися у кермі. Кермо має обертатися під власною вагою при невеличкому нахилі (скажімо при піднятому передньому колесі). Це є критерієм плавності ходу.